# 去りゆく恋人
「去りゆく恋人」（“So Far Away”）はキャロル・キングが作詞作曲し、1971年のアルバム『つづれおり』に収録した曲。レコーディングにはジェームス・テイラーがアコースティック・ギターで参加している。
歌詞はに遠く離れた恋人への思慕の念が表されている。しかし、オールミュージックの評論家、ビル・ジャノヴィッツは歌詞は恋人同士の物理的な隔たりに焦点を当てて始まるが、二人の感情的な隔たりに着地すると指摘している。ローリング・ストーン誌はキングの「温かく、実直な歌い方」が歌の悲しみを引き出したと述べている。
テイラーとキングのピアノに加えて、楽器演奏にはドラムスのラス・カンケル、ベース・ギターのチャールズ・ラーキーおよびフルートのカーティス・エイミィが参加している。

## 参加ミュージシャン
- キャロル・キング – ピアノ、ボーカル

その他のミュージシャン
- カーティス・エイミー（英語版） – フルート
- ラス・カンケル – ドラムス
- チャールズ・"チャーリー"・ラーキー – ベース・ギター
- ジェームス・テイラー – アコースティック・ギター

## 注目すべきカバー
- 1995年、この曲のロッド・スチュワートによるカバーが『つづれおり～キャロル・キング・トリビュート（英語版）』に収録された。米国ではシングルカットされ、アダルトコンテンポラリー（AC）・チャートで最高2位を獲得した[4]。カナダのACチャートでも4位に達した[5]。その後、「去りゆく恋人」は1996年のスチュワートのバラード・コンピレーション・アルバムIf We Fall in Love Tonight にも収録された。
- 2015年、ミュージカルTVドラマ『glee/グリー』のシーズン6第3話「教育方針の違い」（Jagged Little Tapestry）およびEPGlee: The Music, Jagged Little Tapestry の中でクイン・ファブレー（英語版）とティナ・コーエン＝チャン（英語版）役のディアナ・アグロンとジェナ・アウシュコウィッツによってカバーされた。

## チャート履歴
| チャート (1971年)                 | 最高順位 |
| --------------------------------- | -------- |
| カナダ RPM 100 シングル           | 17       |
| カナダRPMアダルトコンテンポラリー | 12       |
| 全米アダルトコンテンポラリー      | 3        |
| 全米ビルボード・ホット100         | 14       |
| 全米キャッシュボックス・トップ100 | 10       |

| チャート (1996年)                 | 最高順位 |
| --------------------------------- | -------- |
| カナダRPMアダルトコンテンポラリー | 4        |
| ドイツ                            | 74       |
| 全米アダルトコンテンポラリー      | 2        |

| チャート (1971年)                                | Rank |
| ------------------------------------------------ | ---- |
| 全米アダルトコンテンポラリー（ビルボード）       | 31   |
| 全米（ジョエル・ホイットバーンの『ポップ年鑑』） | 118  |